# Merycoidodon culbertsoni
Espèce

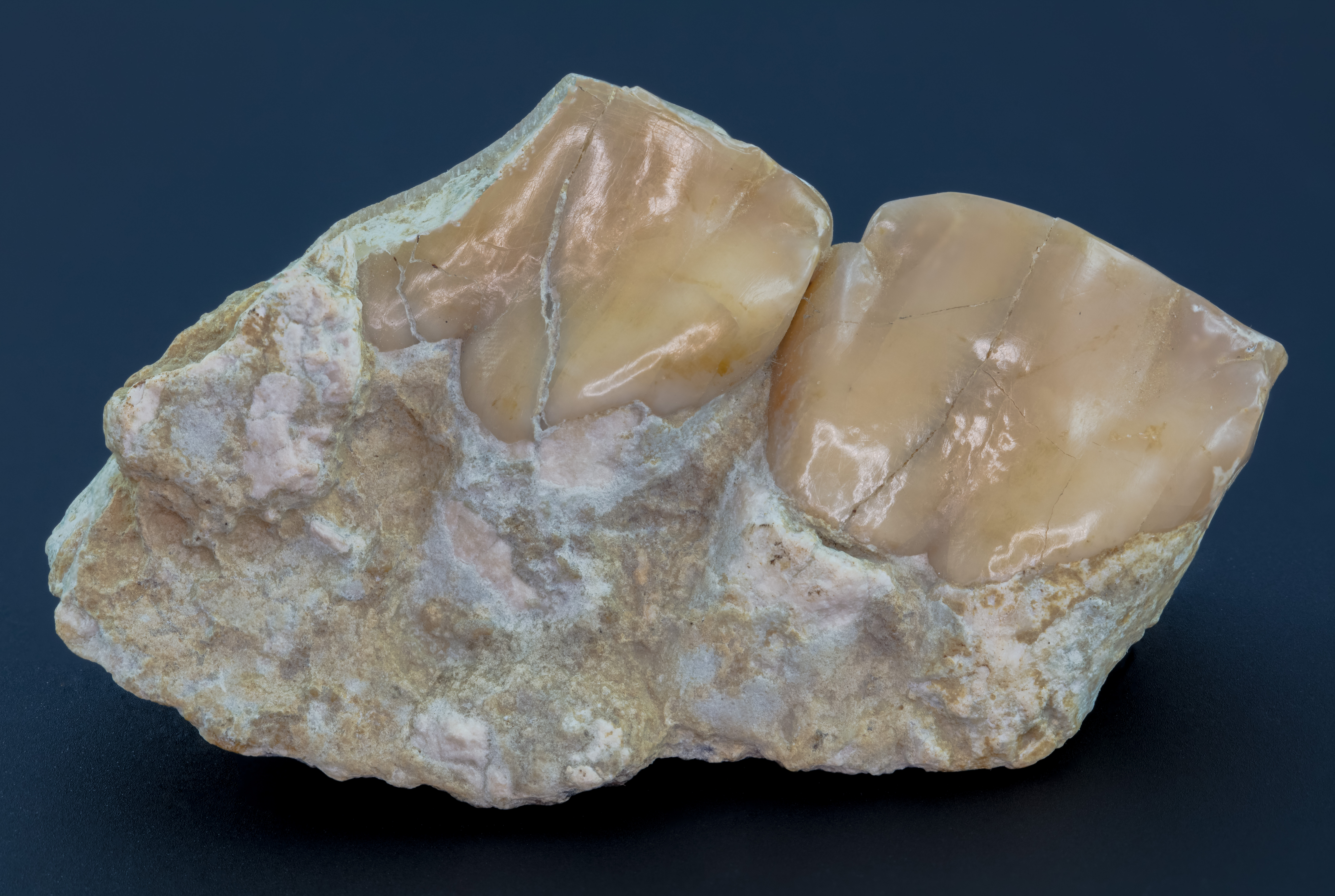
Une machoire avec ses dents d'un Merycoidodon culbertsoni trouvée au Dakota du Sud. La taille des dents est de 2cm environ.

Merycoidon culbertsoni est une espèce fossile de mammifères artiodactyles.
Ses restes fossiles ont été trouvés aux États-Unis et au Canada dans des sédiments datant du sommet de l'Éocène et de l'Oligocène inférieur, il y a environ entre 38 et 31 Ma (millions d'années). 